# (385571) Otréré
(385571) Otréré, internationalement (385571) Otrera, est un astéroïde troyen de Neptune découvert en 2004 par Scott S. Sheppard et Chadwick Trujillo au moyen du télescope de 6,5 mètres Magellan de l'observatoire de Las Campanas au Chili.
Il est nommé d'après Otréré, reine des Amazones dans la mythologie grecque. Elle est la mère de la reine Penthésilée qu'elle eut d'une liaison avec Arès, et qui mena les Amazones lors de la guerre de Troie.